# Elisabeth Effenberger
Elisabeth Effenberger (* 29. Dezember 1921 in Wien; † 31. Januar 2008 in Salzburg) war eine österreichische Kulturjournalistin und Autorin. 1952 erhielt sie den Georg-Trakl-Preis für Lyrik.

## Leben
Effenberger beantragte am 4. Februar 1942 die Aufnahme in die NSDAP und wurde zum 1. April desselben Jahres aufgenommen (Mitgliedsnummer 9.033.905). Sie kam 1945 nach Salzburg, wo sie beim Igonta-Verlag als Lektorin arbeitete und sich bei den Tagung der österreichischen Autoren und Komponisten im kärntnerischen Sankt Veit engagierte. Dort lernte sie Christine Lavant und Michael Guttenbrunner kennen, die sie in der Folge zum jährlichen Forum Hohensalzburg einlud. Sie arbeitete am Landestheater Salzburg unter der Intendanz von Hellmuth Matiasek und war danach Dramaturgin am Staatstheater Braunschweig. 
Nach ihrer Rückkehr nach Salzburg baute sie im Landesstudio Salzburg des ORF den Frauenfunk auf. Von 1972 bis 1978 war Effenberg Kulturredakteurin der Salzburger Nachrichten.
Aus dieser Zeit datiert auch die Bekanntschaft mit dem jungen Thomas Bernhard, den sie allerdings ungeachtet damals freundschaftlichen Umgangs sowohl als Schauspieler wie als Autor heftig kritisierte.
Nach einem Schlaganfall 1988 war sie auf einen Rollstuhl angewiesen. Ihre letzten Jahre verlebte sie im Herz-Jesu-Heim in Salzburg-Riedenburg.

## Würdigungen
- 1943 Adalbert-Stifter-Preis der Stadt Wien (Förderungsgabe der Stadt Wien)[5]
- 1952 Georg-Trakl-Förderungspreis für Lyrik gemeinsam mit Gerhard Amanshauser

## Schriften
- Der Spielmann und seine Lieder. Vindobona, Wien 2005.
- (mit Ursula von Zdroick) Katzenpost. Ein schnurriger Briefwechsel. Herbig, München 1985, ISBN 3-7766-1371-8.